# Izba Radców (Japonia)
Izba Radców (jap. 参議院 Sangi-in) – izba wyższa Zgromadzenia Narodowego Japonii. Jest następczynią (od 1947 roku) przedwojennej Izby Parów (貴族院, Kizoku-in), japońskiego odpowiednika brytyjskiej Izby Lordów.
W Izbie Radców zasiada 248 deputowanych. Radcy muszą mieć przynajmniej 30 lat.

## Konstytucja
Obecna Konstytucja Japonii została proklamowana 3 listopada 1946 roku i weszła w życie 3 maja 1947 roku. Pierwsza sesja została zwołana na dzień 20 maja tego samego roku. Dzień ten zaznaczył powstanie Zgromadzenia Narodowego, zastępując parlament powstały w 1890 roku na mocy konstytucji Meiji (Konstytucji Cesarstwa Wielkiej Japonii).
W latach 1890–1947 Cesarski Parlament Japonii składał się z Izby Reprezentantów (衆議院, Shūgi-in), wybieranej przez obywateli, oraz z Izby Parów (zwanej także Izbą Arystokracji) utworzonej z rodziny cesarskiej, potomków rodów feudalnych (daimyō) oraz innych osób wyznaczonych przez cesarza. Od 1947 roku, na mocy obecnej konstytucji, parlament składa się z Izby Reprezentantów i Izby Radców. Członkowie obu izb wybierani są przez obywateli.

## Izba Radców[3]

### Rozdział IV  Zgromadzenie Narodowe
Artykuł 42
Zgromadzenie Narodowe składa się z dwóch Izb, Izby Reprezentantów i Izby Radców.
Artykuł 43
W skład obu Izb wchodzą pochodzący z wyboru członkowie, przedstawiciele całego narodu. Liczbę członków każdej Izby określa ustawa.
Artykuł 44
Wymogi, jakie spełniać mają członkowie obu Izb oraz ich wyborcy określa ustawa. W żadnym przypadku nie może mieć miejsca dyskryminacja z powodu rasy, wyznania, płci, pozycji społecznej, pochodzenia rodzinnego, wykształcenia, stanu majątkowego lub osiąganych dochodów.
Artykuł 46
Kadencja członków Izby Radców trwa sześć lat, przy czym co trzy lata następują wybory połowy jej członków.
Artykuł 54
W przypadku rozwiązania Izby Reprezentantów wybory powszechne do tej Izby winny się odbyć w okresie czterdziestu (40) dni od daty jej rozwiązania, a Zgromadzenie winno zebrać się
w okresie trzydziestu dni od daty wyborów. W przypadku rozwiązania Izby Reprezentantów zaprzestaje obrad również Izba Radców. Jednakże, w razie zagrożenia bezpieczeństwa narodowego (nie cierpiących zwłoki potrzeb państwa) Rząd może zwołać Izbę Radców na sesję nadzwyczajną. Środki podjęte na sesji określonej w powyższym ustępie, mają charakter tymczasowy i tracą moc, jeżeli w okresie dziesięciu (10) dni od otwarcia następnej sesji Zgromadzenia nie zaakceptuje ich Izba Reprezentantów.
Artykuł 59
Projekt staje się ustawą po przyjęciu przez obie Izby, chyba że Konstytucja stanowi inaczej.
Projekt, który został przyjęty przez Izbę Reprezentantów, a co do którego Izba Radców podjęła decyzję odmienną od podjętej przez Izbę Reprezentantów, staje się ustawą z chwilą, gdy zostanie ponownie przyjęty przez Izbę Reprezentantów większością co najmniej dwóch trzecich głosów obecnych członków.
Postanowienia ustępu poprzedniego nie wykluczają żądania zwołania przez Izbę Reprezentantów, przewidzianego ustawą, posiedzenia komisji wspólnej obu Izb. W przypadku nie rozpatrzenia projektu ustawy przez Izbę Radców otrzymanego od Izby Reprezentantów, która przyjęła projekt, w ciągu sześćdziesięciu (60) dni, z wyłączeniem wakacyjnej przerwy w pracach Zgromadzenia, Izba Reprezentantów może uznać, że nastąpiło odrzucenie tego projektu przez Izbę Radców.
Artykuł 60
Projekt budżetu musi być w pierwszej kolejności przedłożony Izbie Reprezentantów.
Jeżeli przy rozpatrywaniu projektu budżetu Izba Radców podejmuje decyzję odmienną od podjętej przez Izbę Reprezentantów i jeśli nie zostanie osiągnięte porozumienie nawet na posiedzeniu komisji wspólnej obu Izb, przewidzianej ustawą, jak również w przypadku gdy Izba Radców nie podejmie ostatecznej decyzji w terminie trzydziestu (30) dni, z wyłączeniem wakacyjnej przerwy w pracach Zgromadzenia, od otrzymania budżetu przyjętego przez Izbę Reprezentantów, decyzja Izby Reprezentantów staje się decyzją Zgromadzenia.
Artykuł 61
Ustęp drugi poprzedniego artykułu stosuje się również przy wyrażaniu przez Zgromadzenie zgody, wymaganej dla zawierania traktatów.